# Andira humilis

## Descrição
Andira humilis, conhecida popularmente como Mata-barata e Angelim rasteiro, é uma espécie de árvore nativa do Brasil.
Andira humilis é fácil de reconhecer por sua forma de crescimento subterrâneo, que é única no gênero. É perceptível que ocasionalmente Andira humilis pode formar um arbusto ou árvore, como ocorre em outras espécies de árvores subterrâneas, como a Kielmeyera rubriflora. No caso de Andira humilis, esse hábito aberrante pode ser devido à hibridização com espécies de arbustos ou árvores.
Caracterizada por folhas compostas, com 4 a 7 pares de folíolos. A face abaxial das folhas é glabrescente, enquanto a adaxial é glabra, com nervuras secundárias eucamptódromas ou broquidódromas e nervura central canaliculada na face superior. As inflorescências são terminais, com indumento marrom-avermelhado. As flores possuem cálice piloso com indumento marrom-avermelhado, pétalas roxas e ovário glabro. O fruto apresenta exocarpo verde ou amarelo, mesocarpo fibroso ou granular, endocarpo lenhoso e geralmente contém 3 sementes com sutura conspícua.